# Altera Corporation
Altera Corporation è un produttore statunitense di dispositivi logici programmabili (PLD) e circuiti digitali complessi riconfigurabili. Altera ha pubblicato il suo primo PLD nel 1984.
Il 28 dicembre 2015 la società fu acquisita da Intel; successivamente nel 2025 la stessa Intel ne ha ceduto una quota pari al 51% al fondo Silver Lake, facendola così tornare nuovamente indipendente.

## Storia e prodotti
I prodotti principali di Altera sono gli FPGA della serie Stratix, Arria e Cyclone, i CPLD della serie MAX, il software di progettazione Quartus II e le soluzioni di alimentazione DC-DC Enpirion PowerSoC. Il 28 dicembre 2015 Altera è stata acquisita da Intel per 16,7 miliardi di dollari.